# Nino Loladze
Nino Loladze (gruz. ნინო ლოლაძე; ur. 26 listopada 2004) – gruzińska judoczka.
Uczestniczka mistrzostw świata w 2024 i 2025, a także zdobyła dwa medale w drużynie. Startowała w Pucharze Świata w 2022 i 2025 roku.